# مايكل انساين
مايكل انساين (بالإنجليزية: Michael Ensign)‏ (13 فبراير 1944) ممثل أمريكي بدأ مشواره الفني عام 1972.

## روابط خارجية
- مايكل انساين على موقع IMDb (الإنجليزية)
- مايكل انساين على موقع قاعدة بيانات الأفلام السويدية (السويدية)
- مايكل انساين على موقع قاعدة بيانات الفيلم (الإنجليزية)